# Куш (Сімак)
«Куш» (англ. Jackpot) —  коротка науково-фантастична повість Кліффорда Сімака, вперше опублікована журналом «Galaxy Science Fiction» у жовтні 1956 року.

## Сюжет
Корабель космічних мисливців за скарбами приземлився на планеті з куполоподібною будівлею десяти кілометрів у діаметрі, що мала всього декілька входів.
Всередині в безкінечних кімнатах були тільки ящики з маленькими чорними циліндрами з міцного чорного матеріалу.
Врешті в одній з кімнат знайшли декілька крісел-трансформерів, з'єднаних з шоломами, в які можна було вставляти циліндри.
Екіпаж вирішив випробувати дію цих приладів. Жереб випав коку Бліну, який, провівши декілька годин у шоломі, повідомив, що він рік прожив серед жителів однієї з планет на окраїні галактики, будучи одним з них.
Капітан з командою вирішили, що натрапили нарешті на солідний куш, і, здобувши право власності на планету, збагатяться, прокручуючи численні циліндри любителям віртуальних подорожей.
Але п'яниця-ідеаліст Док присоромив їх, що вони розграбовують найбільшу бібліотеку в галактиці, а потім зі зброєю в руках перешкодив покинути планету, забарикадувавшись у кораблі.
Поки екіпаж очікував, з будівлі до капітана підійшов інопланетянин і запросив його всередину. Піднявшись на декілька поверхів, вони зайшли в кімнату з двома з'єднаними машинами і той запропонував використати їх для спілкування. Далі він повідомив, що вони знаходяться в галактичному університеті, що використовує ці записи для навчання, яке є безкоштовним для всіх.
Вони надають представникам усіх рас машини та набір циліндрів із базовим курсом навчання та додатковими курсами, які ті забажають.
Але щоб продовжувати навчання, потрібно складати іспити кожні 1000 років.
Капітан вирішив не розкривати своєї мети професору і вибрав багато додаткових курсів по географії, щоб, повернувшись з машинами та циліндрами, збагатитись на віртуальних подорожах.
Команді в той час вдалося проникнути в корабель і зв'язати сплячого Дока.
Будучи зайнятим переговорами з професором, капітан наказав техніку-мотористу Хетчу вибірково ознайомитись і визначити комерційну цінність записів кожного курсу, що доставлятимуться на борт. 
Наступного дня сумний Хетч повідомив, що вигоди там немає, і запропонував капітану самому ознайомитись з записами.
Капітан не повірив, але коли ув'язнений Док повідомив капітану про дивну поведінку Хетча, той одразу розшукав його і застав за прокручуванням записів іншим членам команди.
Хетч зізнався, що він передивився базовий курс, де йшлося про чесність, та показав його іншим, і тепер вони не можуть брати участі в обмані.
Розчарований капітан порадив команді звільнити Дока і показати цей курс йому. За документами, маючи законне право на всю здобич, він мав намір висадити команду і довести справу до кінця. Але Док відвідав капітана й повідомив, що відмовився дивитися і вважає цей курс пропагандою, яка промиє мізки і зробить життя людей дуже детермінованим і загальмує розвиток людства, якому в рівній мірі потрібні і чесні люди, і жорстокі мисливці за наживою.
Капітан з Доком вирішили залишити вантаж, а команду «зіпсованою» для подальшої роботи, поміняти на нову в найближчому населеному місці.
І побажали один одному, щоб у їхніх пригодах більше не траплявся солідний куш.